# 李椿 (朝鮮)
李 椿（り ちん、? - 至正2年7月24日（1342年8月25日））は、李氏朝鮮を創建した李成桂の祖父、元の千戸長である。幼名は善来。モンゴル名はブヤンテムル（ᠪᠠᠶᠠᠨᠲᠡᠮᠤᠷ、孛顔帖木児）。李行里の四男。母は貞淑王后崔氏（本貫は登州）。李子春の子の李成桂が朝鮮を建国すると度王として追尊され、さらに太宗が廟号を度祖（도조）、諡号を恭毅聖度大王（공의성도대왕）として追尊した。

## 生涯
『李朝実録』によると、父の李行里が長い間息子を産めなかったので、襄陽の洛山寺にある観音窟で祈りを捧げ、夢中の僧侶から「必ず貴公子を生むから、善来と名前をつけなさい」という予言を聞いた後まもなく李椿が生まれたという逸話が伝わっている。他の伝説では、夢中で白龍が李椿に近づき助けてくれと懇願すると、白龍が教えてくれた場所に行き白龍と黒龍が争う場面を目撃し、これに矢を放ち黒龍を殺した。白龍は李椿に「公の大きな慶事は将来子孫にある」と謝意を表し、『李朝実録』は朝鮮王朝の開国を暗示する吉兆としてこの伝説を紹介している。
元の宣命を受けて父からダルガチの地位を受け継いだ。最初に斡東百戸朴光の娘（後に敬順王后と追尊）と結婚して李子興と李子春が生まれたが、朴氏の死後に双城総管趙良琪の娘と再婚し、宜州（現在の元山市）から双城総管府がある和州（現在の金野郡）に移った。一方、高麗の忠粛王に謁見したというが、『高麗史』には関連記録が確認できない。元統2年（1334年）、風疾を患っていた李椿が千戸長を長男の李子興に継がせようとすると、後妻趙氏は自分の蘇生である完者不花が受けるべきだと主張し家門内の紛争が起きた。この紛争は李椿の死後、次男の李子春が千戸長を承継することで収拾された。至正2年（1342年）7月に死亡し、咸興の雲天洞に葬られ、朝鮮開国後は義陵と称された。池内宏は、後妻趙氏が双城総管の娘、元の宣命を受けて亡父の職の後を継ぐ、その元配朴氏が斡東百戸の娘というのは、李椿の伝説を双城と元とに結合することにより派生したもので措信の価値がないと斥けている。また、李椿病没の年月も、机上の制作と指摘している。
ただし池内は、『李朝実録』巻一に「初めに三海陽（現在の吉州郡）のダルガチである金方卦が度祖の娘を取り三善と三介が生まれると、太祖（李成桂）の外兄弟になった。女真の地で生まれ育ち、腕力が他人より優れており、乗馬や弓術にも上手だった」とあり、金方卦が李椿の娘を娶り三善・三介が生まれたとあり、これは虚構ではないことから実在していた人物であることは認められるという。また、李椿に塔思不花・李子春・完者不花・那海の四人の子がいて、塔思不花・李子春が、完者不花・那海に対して異母兄弟であること、塔思不花没して、子の李天桂が幼く家督相続の争議がおこったこと、李子春が李天桂の叔父として塔思不花の後を継いだこと等は、特にこれを疑うべき理由はないと指摘している。

## 家族
- 父：李行里
- 母：貞淑王后
- 妻：敬順王后
- 後妻：双城総管趙良琪の娘
  - 子：李子興（塔思不花）、李子春（吾魯思不花）、李子宣（完者不花）、李平（那海）、李寵